# 第1號爵士樂團組曲 (蕭士塔高維奇)
第1號爵士樂團組曲（亦有譯作爵士組曲）是俄國作曲家蕭士達高維契的音樂作品，完成於1934年，當年3月24日首演。 當時他仍在列寧格勒的工人青年劇場任職，在1934年1月的一份刊物評論中，作曲家曾表示他已嘗試過不同種類的音樂創作，但仍然有很多類型的作品都是他有意去發掘，當中提及到希望能在「室樂」（Chamber）和「多元化室樂」（Chamber-Variety music）中找到一個突破。
蕭士達高維契所指的「爵士樂」，並不是指流行於當時美國的一種以起源於非洲而後來在美國加以形成發展的音樂形式，而是指中美洲、南美洲地區一帶的管樂合奏小組，二十年代時其在歐洲和蘇聯都非常受歡迎。蕭士達高維契以歐洲流行的圓舞曲、波爾卡，再加入狐步而組成舞曲風格的作品。
作品首演後，評論各有褒貶。支持的認為作曲家把不同風格的音樂帶入蘇聯，使聽眾得聞新的音樂種類，但另一方面，以當時奉行共產主義的蘇聯來講，這類音樂完全是屬於「形式主義」，再加上各分曲全是取材自西方社交舞曲，如圓舞曲、波爾卡、狐步等，皆被視為資本主義腐化生活的象徵。作曲家曾撰文作出解釋，指他個人並不反對爵士音樂，但卻抨擊那些「沒有品味」、從早到晚在餐廳、電影院等場所中那些千篇一律式的音樂，以突而顯示自己的作品和一般西方社會作品的不同之處。

## 樂曲結構
本套組曲共分為三個樂章，均屬短小類別，全套樂曲大約8-10分鐘便能奏畢。
- 第1樂章：華爾茲（Waltz）
- 第2樂章：波爾卡舞曲（Polka）
- 第3樂章：狐步舞舞曲（Foxtrot）

## 樂隊編制
編制上近似樂器合奏（Ensemble）的模式，所用的樂器亦較少，但又和一般大眾所認識的爵士樂隊又不相同。
- 木管樂器：3薩克管（高音、中音、次中音各1）
- 銅管樂器：2小號、長號
- 敲擊樂器：梆子、小鼓、鈸、鐘琴、木琴
- 絃樂器：小提琴、低音提琴、班卓琴、夏威夷滑管吉他（英语：Lap steel guitar）
- 鍵盤樂器：鋼琴